# Placówka Straży Celnej „Morgi”

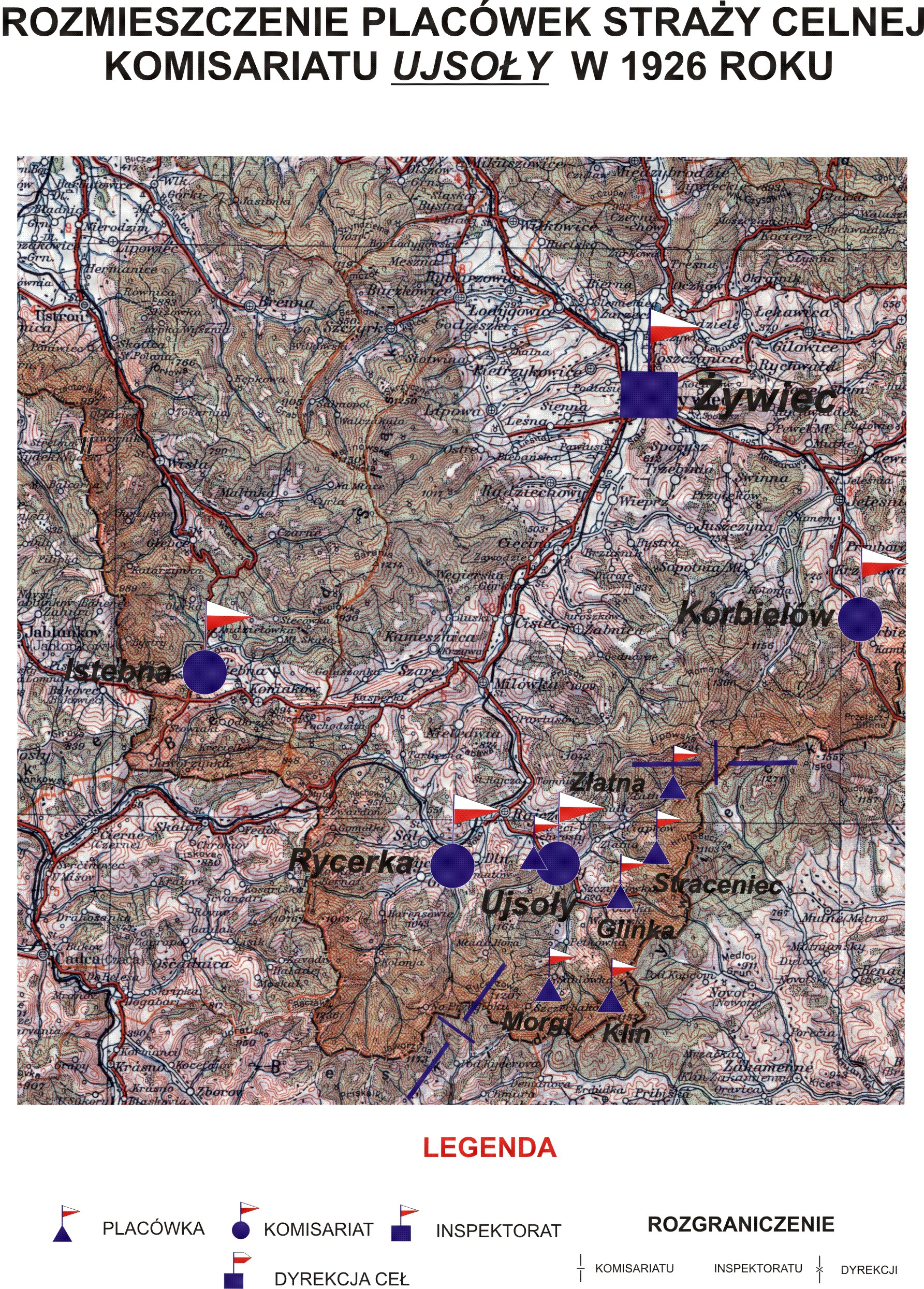
Rozmieszczenie placówek SC Komisariatu Ujsoły w 1926 r.

Placówka Straży Celnej „Morgi” – jednostka organizacyjna Straży Celnej pełniąca w okresie międzywojennym służbę ochronną na granicy polsko-czechosłowackiej.

## Formowanie i zmiany organizacyjne
Na wniosek Ministerstwa Skarbu, uchwałą z 10 marca 1920 roku, powołano do życia Straż Celną. Jednostki Straży Celnej rozpoczęły przejmowanie odcinków granicy od pododdziałów Batalionów Celnych. W 1922 roku w Ujsołach stacjonował sztab 3 kompanii 7 batalionu celnego, a w Wołmie sztab 1 kompanii 12 batalionu celnego. Kompanie wystawiały również placówkę w Morgach. Proces tworzenia Straży Celnej trwał do końca 1922 roku. Placówka Straży Celnej „Morgi” weszła w podporządkowanie komisariatu Straży Celnej „Ujsoły” z Inspektoratu SC „Żywiec”.
W drugiej połowie 1927 roku przystąpiono do gruntownej reorganizacji Straży Celnej. W praktyce skutkowało to rozwiązaniem tej formacji granicznej. Ochronę północnej, zachodniej i południowej granicy państwa przejęła powołana z dniem 2 kwietnia 1928 roku Straż Graniczna.
Rozkazem nr 4 z 30 kwietnia 1928 roku w sprawie organizacji Śląskiego Inspektoratu Okręgowego dowódca Straży Granicznej gen. bryg. Stefan Pasławski powołał komisariat Straży Granicznej „Rajcza”. Placówka Straży Granicznej I linii „Morgi” znalazła się w jego strukturze.

## Funkcjonariusze placówki
Kierownicy placówki
| stopień          | imię i nazwisko, numer | okres pełnienia służby | kolejne stanowisko |
| ---------------- | ---------------------- | ---------------------- | ------------------ |
| starszy strażnik | Piotr Gonet (246)      | był w 1926             |                    |

Obsada personalna placówki w 1926:
- starszy strażnik Piotr Gonet (246)
- strażnik Władysław Biernat (1347)
- strażnik Józef Kowalski (1285)
- strażnik Franciszek Zięba (1831)
- strażnik Stanisław Polak (2037)